# Hypochrysops chrysotoxus
Hypochrysops chrysotoxus är en fjärilsart som beskrevs av Grose-smith 1899. Hypochrysops chrysotoxus ingår i släktet Hypochrysops och familjen juvelvingar. Inga underarter finns listade i Catalogue of Life.